# 6 uur van Bahrein 2021
De 6 uur van Bahrein 2021 was de vijfde race van het FIA World Endurance Championship-seizoen 2021. De race werd verreden op 30 oktober 2021 op het Bahrain International Circuit nabij Sakhir, Bahrein. De race stond oorspronkelijk niet op de kalender, maar werd gehouden als vervanger van de 6 uur van Fuji, die door de reisbeperkingen rondom de coronapandemie niet door kon gaan. Het was de eerste keer dat er in een WEC-seizoen twee races in een land werden georganiseerd; de 8 uur van Bahrein werd een week later gehouden.
De race werd gewonnen door de Toyota Gazoo Racing #7 van Mike Conway, Kamui Kobayashi en José María López. De LMP2-klasse werd gewonnen door de Team WRT #31 van Robin Frijns, Ferdinand Habsburg en Charles Milesi. De LMP2 Pro-Am-klasse werd gewonnen door de United Autosports USA #29 van Frits van Eerd, Giedo van der Garde en Job van Uitert. De LMGTE Pro-klasse werd gewonnen door de Porsche GT Team #92 van Kévin Estre en Neel Jani. De LMGTE Am-klasse werd gewonnen door de TF Sport #33 van Felipe Fraga, Ben Keating en Dylan Pereira.

## Kwalificatie
Tijden vetgedrukt betekent de snelste tijd in die klasse.
| Pos. | Klasse      | No. | Team                      | Tijd     | Grid |
| ---- | ----------- | --- | ------------------------- | -------- | ---- |
| 1    | Hypercar    | 8   | Toyota Gazoo Racing       | 1:47.049 | 1    |
| 2    | Hypercar    | 7   | Toyota Gazoo Racing       | 1:47.447 | 2    |
| 3    | Hypercar    | 36  | Alpine Elf Matmut         | 1:48.003 | 3    |
| 4    | LMP2        | 28  | Jota                      | 1:49.932 | 4    |
| 5    | LMP2        | 22  | United Autosports USA     | 1:49.994 | 5    |
| 6    | LMP2        | 38  | Jota                      | 1:50.198 | 6    |
| 7    | LMP2 Pro-Am | 70  | Realteam Racing           | 1:50.559 | 7    |
| 8    | LMP2        | 34  | Inter Europol Competition | 1:50.658 | 8    |
| 9    | LMP2 Pro-Am | 29  | Racing Team Nederland     | 1:50.942 | 9    |
| 10   | LMP2        | 31  | Team WRT                  | 1:51.043 | 10   |
| 11   | LMP2 Pro-Am | 21  | DragonSpeed USA           | 1:51.312 | 11   |
| 12   | LMP2 Pro-Am | 44  | ARC Bratislava            | 1:51.487 | 12   |
| 13   | LMP2 Pro-Am | 20  | High Class Racing         | 1:51.506 | 13   |
| 14   | LMP2        | 1   | Richard Mille Racing Team | 1:51.736 | 14   |
| 15   | LMGTE Pro   | 92  | Porsche GT Team           | 1:56.144 | 15   |
| 16   | LMGTE Pro   | 91  | Porsche GT Team           | 1:56.178 | 16   |
| 17   | LMGTE Pro   | 52  | AF Corse                  | 1:57.327 | 17   |
| 18   | LMGTE Pro   | 51  | AF Corse                  | 1:57.573 | 18   |
| 19   | LMGTE Am    | 60  | Iron Lynx                 | 1:58.687 | 19   |
| 20   | LMGTE Am    | 98  | Aston Martin Racing       | 1:59.331 | 20   |
| 21   | LMGTE Am    | 56  | Team Project 1            | 1:59.404 | 21   |
| 22   | LMGTE Am    | 47  | Cetilar Racing            | 1:59.410 | 22   |
| 23   | LMGTE Am    | 54  | AF Corse                  | 1:59.534 | 23   |
| 24   | LMGTE Am    | 33  | TF Sport                  | 1:59.538 | 24   |
| 25   | LMGTE Am    | 88  | Dempsey-Proton Racing     | 1:59.923 | 25   |
| 26   | LMGTE Am    | 83  | AF Corse                  | 2:00.263 | 26   |
| 27   | LMGTE Am    | 77  | Dempsey-Proton Racing     | 2:00.294 | 27   |
| 28   | LMGTE Am    | 777 | D'Station Racing          | 2:00.300 | 28   |
| 29   | LMGTE Am    | 85  | Iron Lynx                 | 2:00.457 | 29   |
| 30   | LMGTE Am    | 86  | GR Racing                 | 2:00.939 | 30   |
| 31   | LMGTE Am    | 57  | Kessel Racing             | 2:01.877 | 31   |

## Uitslag
Winnaars in hun klasse zijn vetgedrukt; Hypercar is rood, LMP2 is blauw, LMGTE Pro is groen en LMGTE Am is oranje.
| Pos. | Klasse      | No. | Team                      | Coureurs                                                 | Chassis                       | Banden | Ronden | Tijd/Reden  |
| Pos. | Klasse      | No. | Team                      | Coureurs                                                 | Motor                         | Banden | Ronden | Tijd/Reden  |
| ---- | ----------- | --- | ------------------------- | -------------------------------------------------------- | ----------------------------- | ------ | ------ | ----------- |
| 1    | Hypercar    | 7   | Toyota Gazoo Racing       | Mike Conway Kamui Kobayashi José María López             | Toyota GR010 Hybrid           | M      | 185    | 6:00:33.356 |
| 1    | Hypercar    | 7   | Toyota Gazoo Racing       | Mike Conway Kamui Kobayashi José María López             | Toyota 3.5 L Turbo V6         | M      | 185    | 6:00:33.356 |
| 2    | Hypercar    | 8   | Toyota Gazoo Racing       | Sébastien Buemi Brendon Hartley Kazuki Nakajima          | Toyota GR010 Hybrid           | M      | 185    | +51.401     |
| 2    | Hypercar    | 8   | Toyota Gazoo Racing       | Sébastien Buemi Brendon Hartley Kazuki Nakajima          | Toyota 3.5 L Turbo V6         | M      | 185    | +51.401     |
| 3    | Hypercar    | 36  | Alpine Elf Matmut         | Nicolas Lapierre André Negrão Matthieu Vaxivière         | Alpine A480                   | M      | 184    | +1 ronde    |
| 3    | Hypercar    | 36  | Alpine Elf Matmut         | Nicolas Lapierre André Negrão Matthieu Vaxivière         | Gibson GL458 4.5 L V8         | M      | 184    | +1 ronde    |
| 4    | LMP2        | 31  | Team WRT                  | Robin Frijns Ferdinand Habsburg Charles Milesi           | Oreca 07                      | G      | 180    | +5 ronden   |
| 4    | LMP2        | 31  | Team WRT                  | Robin Frijns Ferdinand Habsburg Charles Milesi           | Gibson GK428 4.2 L V8         | G      | 180    | +5 ronden   |
| 5    | LMP2        | 28  | Jota                      | Tom Blomqvist Sean Gelael Stoffel Vandoorne              | Oreca 07                      | G      | 180    | +5 ronden   |
| 5    | LMP2        | 28  | Jota                      | Tom Blomqvist Sean Gelael Stoffel Vandoorne              | Gibson GK428 4.2 L V8         | G      | 180    | +5 ronden   |
| 6    | LMP2        | 38  | Jota                      | Anthony Davidson António Félix da Costa Roberto González | Oreca 07                      | G      | 180    | +5 ronden   |
| 6    | LMP2        | 38  | Jota                      | Anthony Davidson António Félix da Costa Roberto González | Gibson GK428 4.2 L V8         | G      | 180    | +5 ronden   |
| 7    | LMP2        | 22  | United Autosports USA     | Filipe Albuquerque Philip Hanson Fabio Scherer           | Oreca 07                      | G      | 180    | +5 ronden   |
| 7    | LMP2        | 22  | United Autosports USA     | Filipe Albuquerque Philip Hanson Fabio Scherer           | Gibson GK428 4.2 L V8         | G      | 180    | +5 ronden   |
| 8    | LMP2 Pro-Am | 29  | Racing Team Nederland     | Frits van Eerd Giedo van der Garde Job van Uitert        | Oreca 07                      | G      | 178    | +7 ronden   |
| 8    | LMP2 Pro-Am | 29  | Racing Team Nederland     | Frits van Eerd Giedo van der Garde Job van Uitert        | Gibson GK428 4.2 L V8         | G      | 178    | +7 ronden   |
| 9    | LMP2        | 1   | Richard Mille Racing Team | Gabriel Aubry Sophia Flörsch Beitske Visser              | Oreca 07                      | G      | 178    | +7 ronden   |
| 9    | LMP2        | 1   | Richard Mille Racing Team | Gabriel Aubry Sophia Flörsch Beitske Visser              | Gibson GK428 4.2 L V8         | G      | 178    | +7 ronden   |
| 10   | LMP2 Pro-Am | 70  | Realteam Racing           | Loïc Duval Esteban Garcia Norman Nato                    | Oreca 07                      | G      | 178    | +7 ronden   |
| 10   | LMP2 Pro-Am | 70  | Realteam Racing           | Loïc Duval Esteban Garcia Norman Nato                    | Gibson GK428 4.2 L V8         | G      | 178    | +7 ronden   |
| 11   | LMP2 Pro-Am | 20  | High Class Racing         | Dennis Andersen Anders Fjordbach Robert Kubica           | Oreca 07                      | G      | 177    | +8 ronden   |
| 11   | LMP2 Pro-Am | 20  | High Class Racing         | Dennis Andersen Anders Fjordbach Robert Kubica           | Gibson GK428 4.2 L V8         | G      | 177    | +8 ronden   |
| 12   | LMP2        | 34  | Inter Europol Competition | Alex Brundle Jakub Śmiechowski Renger van der Zande      | Oreca 07                      | G      | 175    | +10 ronden  |
| 12   | LMP2        | 34  | Inter Europol Competition | Alex Brundle Jakub Śmiechowski Renger van der Zande      | Gibson GK428 4.2 L V8         | G      | 175    | +10 ronden  |
| 13   | LMGTE Pro   | 92  | Porsche GT Team           | Kévin Estre Neel Jani                                    | Porsche 911 RSR-19            | M      | 174    | +11 ronden  |
| 13   | LMGTE Pro   | 92  | Porsche GT Team           | Kévin Estre Neel Jani                                    | Porsche 4.2 L Flat-6          | M      | 174    | +11 ronden  |
| 14   | LMGTE Pro   | 91  | Porsche GT Team           | Gianmaria Bruni Richard Lietz                            | Porsche 911 RSR-19            | M      | 174    | +11 ronden  |
| 14   | LMGTE Pro   | 91  | Porsche GT Team           | Gianmaria Bruni Richard Lietz                            | Porsche 4.2 L Flat-6          | M      | 174    | +11 ronden  |
| 15   | LMGTE Pro   | 51  | AF Corse                  | James Calado Alessandro Pier Guidi                       | Ferrari 488 GTE Evo           | M      | 174    | +11 ronden  |
| 15   | LMGTE Pro   | 51  | AF Corse                  | James Calado Alessandro Pier Guidi                       | Ferrari F154CB 3.9 L Turbo V8 | M      | 174    | +11 ronden  |
| 16   | LMGTE Pro   | 52  | AF Corse                  | Miguel Molina Daniel Serra                               | Ferrari 488 GTE Evo           | M      | 174    | +11 ronden  |
| 16   | LMGTE Pro   | 52  | AF Corse                  | Miguel Molina Daniel Serra                               | Ferrari F154CB 3.9 L Turbo V8 | M      | 174    | +11 ronden  |
| 17   | LMGTE Am    | 33  | TF Sport                  | Felipe Fraga Ben Keating Dylan Pereira                   | Aston Martin Vantage AMR      | M      | 172    | +13 ronden  |
| 17   | LMGTE Am    | 33  | TF Sport                  | Felipe Fraga Ben Keating Dylan Pereira                   | Aston Martin 4.0 L Turbo V8   | M      | 172    | +13 ronden  |
| 18   | LMGTE Am    | 77  | Dempsey-Proton Racing     | Matt Campbell Jaxon Evans Christian Ried                 | Porsche 911 RSR-19            | M      | 172    | +13 ronden  |
| 18   | LMGTE Am    | 77  | Dempsey-Proton Racing     | Matt Campbell Jaxon Evans Christian Ried                 | Porsche 4.2 L Flat-6          | M      | 172    | +13 ronden  |
| 19   | LMGTE Am    | 56  | Team Project 1            | Matteo Cairoli Egidio Perfetti Riccardo Pera             | Porsche 911 RSR-19            | M      | 172    | +13 ronden  |
| 19   | LMGTE Am    | 56  | Team Project 1            | Matteo Cairoli Egidio Perfetti Riccardo Pera             | Porsche 4.2 L Flat-6          | M      | 172    | +13 ronden  |
| 20   | LMGTE Am    | 98  | Aston Martin Racing       | Paul Dalla Lana Augusto Farfus Marcos Gomes              | Aston Martin Vantage AMR      | M      | 172    | +13 ronden  |
| 20   | LMGTE Am    | 98  | Aston Martin Racing       | Paul Dalla Lana Augusto Farfus Marcos Gomes              | Aston Martin 4.0 L Turbo V8   | M      | 172    | +13 ronden  |
| 21   | LMP2 Pro-Am | 44  | ARC Bratislava            | Miroslav Konôpka Kush Maini Oliver Webb                  | Oreca 07                      | G      | 172    | +13 ronden  |
| 21   | LMP2 Pro-Am | 44  | ARC Bratislava            | Miroslav Konôpka Kush Maini Oliver Webb                  | Gibson GK428 4.2 L V8         | G      | 172    | +13 ronden  |
| 22   | LMGTE Am    | 83  | AF Corse                  | Nicklas Nielsen François Perrodo Alessio Rovera          | Ferrari 488 GTE Evo           | M      | 172    | +13 ronden  |
| 22   | LMGTE Am    | 83  | AF Corse                  | Nicklas Nielsen François Perrodo Alessio Rovera          | Ferrari F154CB 3.9 L Turbo V8 | M      | 172    | +13 ronden  |
| 23   | LMGTE Am    | 86  | GR Racing                 | Ben Barker Tom Gamble Michael Wainwright                 | Porsche 911 RSR-19            | M      | 171    | +14 ronden  |
| 23   | LMGTE Am    | 86  | GR Racing                 | Ben Barker Tom Gamble Michael Wainwright                 | Porsche 4.2 L Flat-6          | M      | 171    | +14 ronden  |
| 24   | LMGTE Am    | 54  | AF Corse                  | Francesco Castellacci Giancarlo Fisichella Thomas Flohr  | Ferrari 488 GTE Evo           | M      | 171    | +14 ronden  |
| 24   | LMGTE Am    | 54  | AF Corse                  | Francesco Castellacci Giancarlo Fisichella Thomas Flohr  | Ferrari F154CB 3.9 L Turbo V8 | M      | 171    | +14 ronden  |
| 25   | LMGTE Am    | 85  | Iron Lynx                 | Sarah Bovy Rahel Frey Katherine Legge                    | Ferrari 488 GTE Evo           | M      | 171    | +14 ronden  |
| 25   | LMGTE Am    | 85  | Iron Lynx                 | Sarah Bovy Rahel Frey Katherine Legge                    | Ferrari F154CB 3.9 L Turbo V8 | M      | 171    | +14 ronden  |
| 26   | LMGTE Am    | 57  | Kessel Racing             | Scott Andrews Mikkel Jensen Takeshi Kimura               | Ferrari 488 GTE Evo           | M      | 170    | +15 ronden  |
| 26   | LMGTE Am    | 57  | Kessel Racing             | Scott Andrews Mikkel Jensen Takeshi Kimura               | Ferrari F154CB 3.9 L Turbo V8 | M      | 170    | +15 ronden  |
| 27   | LMGTE Am    | 47  | Cetliar Racing            | Antonio Fuoco Roberto Lacorte Giorgio Sernagiotto        | Ferrari 488 GTE Evo           | M      | 170    | +15 ronden  |
| 27   | LMGTE Am    | 47  | Cetliar Racing            | Antonio Fuoco Roberto Lacorte Giorgio Sernagiotto        | Ferrari F154CB 3.9 L Turbo V8 | M      | 170    | +15 ronden  |
| 28   | LMGTE Am    | 777 | D'Station Racing          | Tomonobu Fujii Satoshi Hoshino Andrew Watson             | Aston Martin Vantage AMR      | M      | 169    | +16 ronden  |
| 28   | LMGTE Am    | 777 | D'Station Racing          | Tomonobu Fujii Satoshi Hoshino Andrew Watson             | Aston Martin 4.0 L Turbo V8   | M      | 169    | +16 ronden  |
| 29   | LMGTE Am    | 60  | Iron Lynx                 | Matteo Cressoni Rino Mastronardi Andrea Piccini          | Ferrari 488 GTE Evo           | M      | 169    | +16 ronden  |
| 29   | LMGTE Am    | 60  | Iron Lynx                 | Matteo Cressoni Rino Mastronardi Andrea Piccini          | Ferrari F154CB 3.9 L Turbo V8 | M      | 169    | +16 ronden  |
| 30   | LMP2        | 21  | DragonSpeed USA           | Ben Hanley Henrik Hedman Juan Pablo Montoya              | Oreca 07                      | G      | 166    | +19 ronden  |
| 30   | LMP2        | 21  | DragonSpeed USA           | Ben Hanley Henrik Hedman Juan Pablo Montoya              | Gibson GK428 4.2 L V8         | G      | 166    | +19 ronden  |
| 31   | LMGTE Am    | 88  | Dempsey-Proton Racing     | Julien Andlauer Adrien De Leener Khaled Al Qubaisi       | Porsche 911 RSR-19            | M      | 166    | +19 ronden  |
| 31   | LMGTE Am    | 88  | Dempsey-Proton Racing     | Julien Andlauer Adrien De Leener Khaled Al Qubaisi       | Porsche 4.2 L Flat-6          | M      | 166    | +19 ronden  |

## Tussenstanden na wedstrijd
Hypercar (coureurs)
| Pos | Coureur                                          | Punten |
| --- | ------------------------------------------------ | ------ |
| 1   | Mike Conway Kamui Kobayashi José María López     | 145    |
| 2   | Sébastien Buemi Brendon Hartley Kazuki Nakajima  | 130    |
| 3   | Nicolas Lapierre André Negrão Matthieu Vaxivière | 105    |
| 4   | Romain Dumas Richard Westbrook                   | 53     |
| 5   | Franck Mailleux                                  | 39     |

Hypercar (constructeurs)
| Pos | Team                | Punten |
| --- | ------------------- | ------ |
| 1   | Toyota Gazoo Racing | 167    |
| 2   | Alpine Elf Matmut   | 105    |
| 3   | Glickenhaus Racing  | 37     |

LMGTE (coureurs)
| Pos | Coureur                            | Punten |
| --- | ---------------------------------- | ------ |
| 1   | James Calado Alessandro Pier Guidi | 139    |
| 2   | Kévin Estre Neel Jani              | 138    |
| 3   | Gianmaria Bruni Richard Lietz      | 93     |
| 4   | Miguel Molina Daniel Serra         | 69     |
| 5   | Michael Christensen                | 60     |

LMGTE (constructeurs)
| Pos | Constructeur | Punten |
| --- | ------------ | ------ |
| 1   | Porsche      | 231    |
| 2   | Ferrari      | 230    |

LMP2 (coureurs)
| Pos | Coureur                                                  | Punten |
| --- | -------------------------------------------------------- | ------ |
| 1   | Robin Frijns Ferdinand Habsburg Charles Milesi           | 113    |
| 2   | Tom Blomqvist Sean Gelael Stoffel Vandoorne              | 108    |
| 3   | Anthony Davidson António Félix da Costa Roberto González | 96     |
| 4   | Philip Hanson                                            | 88     |
| 5   | Alex Brundle Jakub Śmiechowski                           | 69     |

LMP2 (teams)
| Pos | Nr | Team                      | Punten |
| --- | -- | ------------------------- | ------ |
| 1   | 31 | Team WRT                  | 113    |
| 2   | 28 | Jota                      | 108    |
| 3   | 38 | Jota                      | 96     |
| 4   | 22 | United Autosports USA     | 88     |
| 5   | 34 | Inter Europol Competition | 69     |

LMP2 Pro-Am (coureurs)
| Pos | Coureur                                     | Punten |
| --- | ------------------------------------------- | ------ |
| 1   | Frits van Eerd                              | 129    |
| 2   | Ben Hanley Henrik Hedman Juan Pablo Montoya | 120    |
| 3   | Esteban Garcia Norman Nato                  | 119    |
| 4   | Giedo van der Garde Job van Uitert          | 104    |
| 5   | Dennis Andersen                             | 86     |

LMP2 Pro-Am (teams)
| Pos | Nr | Team                  | Punten |
| --- | -- | --------------------- | ------ |
| 1   | 29 | Racing Team Nederland | 129    |
| 2   | 21 | DragonSpeed USA       | 120    |
| 3   | 70 | Realteam Racing       | 119    |
| 4   | 20 | High Class Racing     | 86     |
| 5   | 44 | ARC Bratislava        | 57     |

LMGTE Am (coureurs)
| Pos | Coureur                                                 | Punten |
| --- | ------------------------------------------------------- | ------ |
| 1   | Nicklas Nielsen François Perrodo Alessio Rovera         | 112    |
| 2   | Felipe Fraga Ben Keating Dylan Pereira                  | 90,5   |
| 3   | Francesco Castellacci Giancarlo Fisichella Thomas Flohr | 59     |
| 4   | Antonio Fuoco Roberto Lacorte Giorgio Sernagiotto       | 56     |
| 5   | Paul Dalla Lana Augusto Farfus Marcos Gomes             | 56     |

LMGTE Am (teams)
| Pos | Nr | Team                | Punten |
| --- | -- | ------------------- | ------ |
| 1   | 83 | AF Corse            | 112    |
| 2   | 33 | TF Sport            | 90,5   |
| 3   | 54 | AF Corse            | 59     |
| 4   | 47 | Cetilar Racing      | 56     |
| 5   | 98 | Aston Martin Racing | 56     |